# Birg (Kleinhöhenkirchen)
Die Birg bei Kleinhöhenkirchen ist ein Ungarnwall, eine Abschnittsbefestigung aus dem Mittelalter wohl aus dem 10. Jahrhundert, im Mangfallknie beim Weiler Kleinhöhenkirchen in der Gemeinde Weyarn im Landkreis Miesbach in Oberbayern. Einige Besonderheiten deuten darauf hin, dass die Anlage nicht vollendet worden ist. Die Anlage wird als Bodendenkmal unter der Aktennummer D-1-8036-0012 im Bayernatlas als „Mehrgliedrige Abschnittsbefestigung der Bronzezeit, der Urnenfelderzeit und der Hallstattzeit sowie karolingisch-ottonischer Zeitstellung ("Birg")“ geführt. 

## Lage

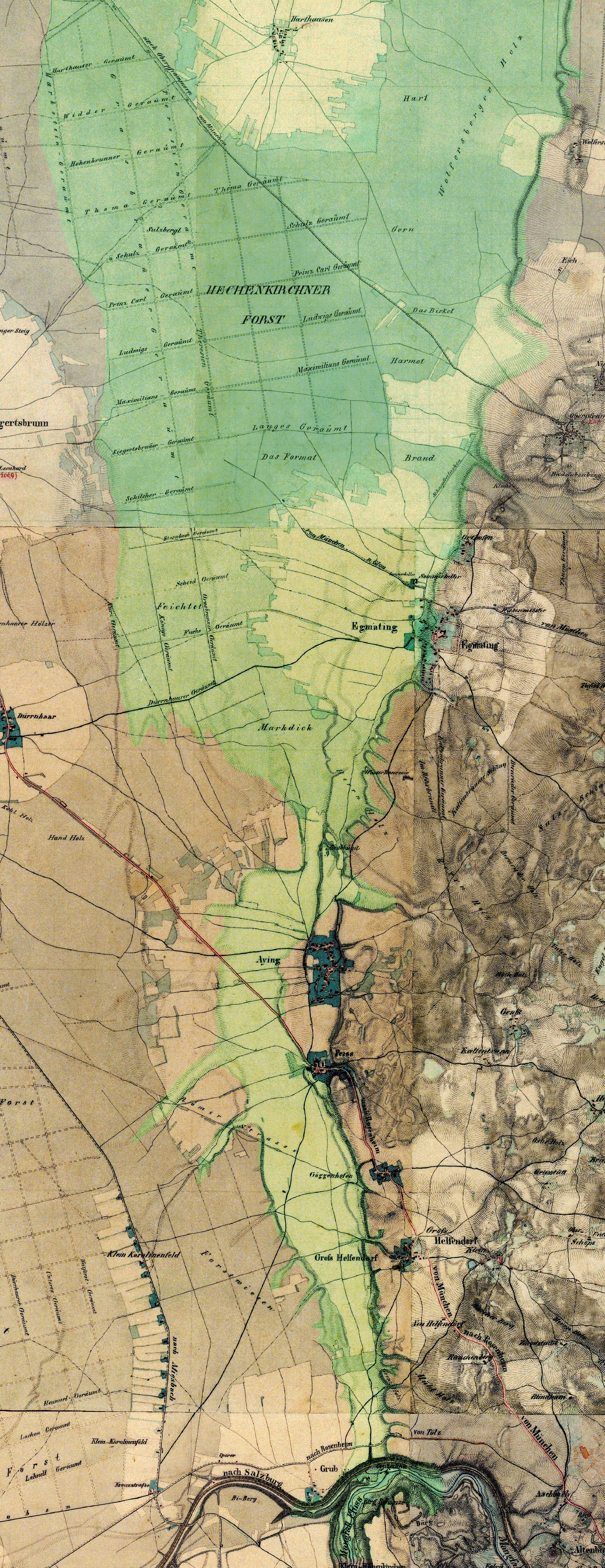
Birg und Mangfallknie auf einer Karte von 1875–77

Die Birg liegt an der Innenseite der Biegung der Mangfall, am Beginn des Grub-Harthausener Trockentals. Sie ist von Norden über einen steilen Fahrweg von Grub (Gemeinde Valley) durch die Mangfallschlucht und von Süden (Bundesautobahn 8, Ausfahrt Weyarn) über Fentbach, Sonderdilching und Kleinhöhenkirchen zu erreichen.

## Anlage
Die Anlage der Birg weist zwei Innenräume auf, deren größte Ausdehnung in Nord-Süd-Richtung rund 330 m und in Ost-West-Richtung zwischen 100 und 200 m beträgt. Von dem Plateau, das sich im Süden anschließt, wird sie durch zwei Wälle getrennt. Im Südwesten schützt sie ein System mit Wall und Graben aus drei Linien. Im Osten und im Nordwesten waren künstliche Anlagen nicht erforderlich, weil hier die Steilhänge den Schutz gewährleisteten.
Der Wall I im Süden ist bei gebogenem Verlauf rund 300 m lang; er besitzt in der Mitte einen Einschnitt mit vorgelagerter Erdrampe. Sein Westteil verläuft von Nordwest nach Südost, sein mittlerer Teil annähernd west-östlich, um dann wieder nach Norden abzubiegen; hier befindet sich eine neuzeitliche Zufahrt. Nördlich schließt sich ein weiterer Wall (IIIa) an. Die Krone erhebt sich um bis zu 10 m über das Vorgelände und überragt das Innere um bis zu 7 m. Vorgelagert sind im Osten zwei Außengräben, im Westen ein kleinerer Graben.
Der südliche Teil des Innenraums wird von einem inneren Südwall (Wall II) begrenzt, dessen Krone bis zu 8 m über der südlichen und bis zu 3 m über der nördlichen Innenfläche erreicht, und der im Osten am Steilhang endet. In nordwestlicher Richtung wird der Wall II vom Wall IIIb fortgesetzt, der von einem neuzeitlichen Weg durchschnitten wird.
Dem Wall III sind verschiedene Wallsegmente vorgelagert, die südlich auf einer einzigen Linie enden.